# Sextil Pușcariu

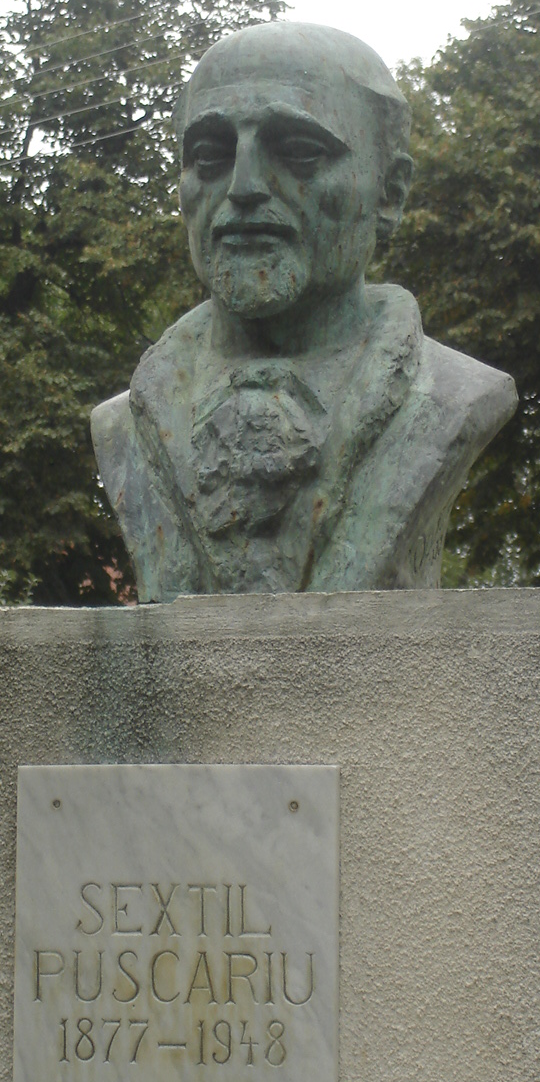
Monument dedicat lui Sextil Pușcariu, ridicat în parcul localității Bran

Sextil Iosif Pușcariu sau, mai scurt, Sextil Pușcariu (n. 4 ianuarie 1877, Brașov – d. 5 mai 1948, Bran) a fost un filolog și lingvist, istoric literar, pedagog, cronicar muzical și teatral, publicist și academician român.

## Locul lui Sextil Pușcariu în cultura română
Lingvistul a scris peste 400 de lucrări de o mare valoare științifică, a inițiat și a coordonat Dicționarul limbii române (Dicționarul tezaur al Academiei) și Atlasul lingvistic român. A fondat și a condus revista Dacoromania și a întemeiat, în toamna anului 1919, Muzeul Limbii Române din Cluj. Dicționarul Tezaur al Limbii Române a fost continuat de la litera B, de unde îl lăsase Hașdeu, până la litera L (lojniță). Acestei lucrări i-a dedicat Sextil Pușcariu cea mai mare parte a vieții, din ea rezultând, pe lângă volumele Dicționarului, numeroase studii de lexicologie, uneori cu accente memorialistice.
A fost unul dintre cei mai mari lingviști ai României, adevărat șef de școală și și-a desfășurat activitatea în următoarele domenii:
- Dezbaterea problemelor esențiale ale romanității și ale latinității limbii române;
- Cunoașterea aspectelor cu caracter normativ (ortografie, sistemul fonetic și fonologic al limbii noastre);
- Fundamentarea lexicografiei și a geografiei lingvistice românești;
- Promovarea unor metode noi de studiere a vocabularului.

De-a lungul vieții, Sextil Pușcariu a aprofundat numeroase aspecte ale culturii naționale, de la filologie la artă, de la istorie la critică literară, a scris versuri și schițe, cronici muzicale și teatrale, a întreținut legături strânse cu numeroși reprezentanți ai culturii românești.
Datorită concepției sale înnoitoare asupra limbii, Sextil Pușcariu este considerat un precursor al lingvisticii integrale, curent lingvistic al cărui părinte a fost Eugeniu Coșeriu.

## Biografie
Conform lucrării “Spița unui neam din Ardeal”, scrisă de Sextil Pușcariu, obârșia neamului Pușcăreștilor ar fi din Maramureșul voievodal, inițial aceștia s-ar fi numit Iuga,  denumirea Pușcașu, devenită Pușcariu la sugestia episcopului greco-catolic Ioan Lemeny de la Blaj, ar fi fost doar porecla familiei. Familia ar fi trecut prin Moldova, Făgăraș înainte de a se stabili lângă Bran la finele secolului  al XVIII-lea.

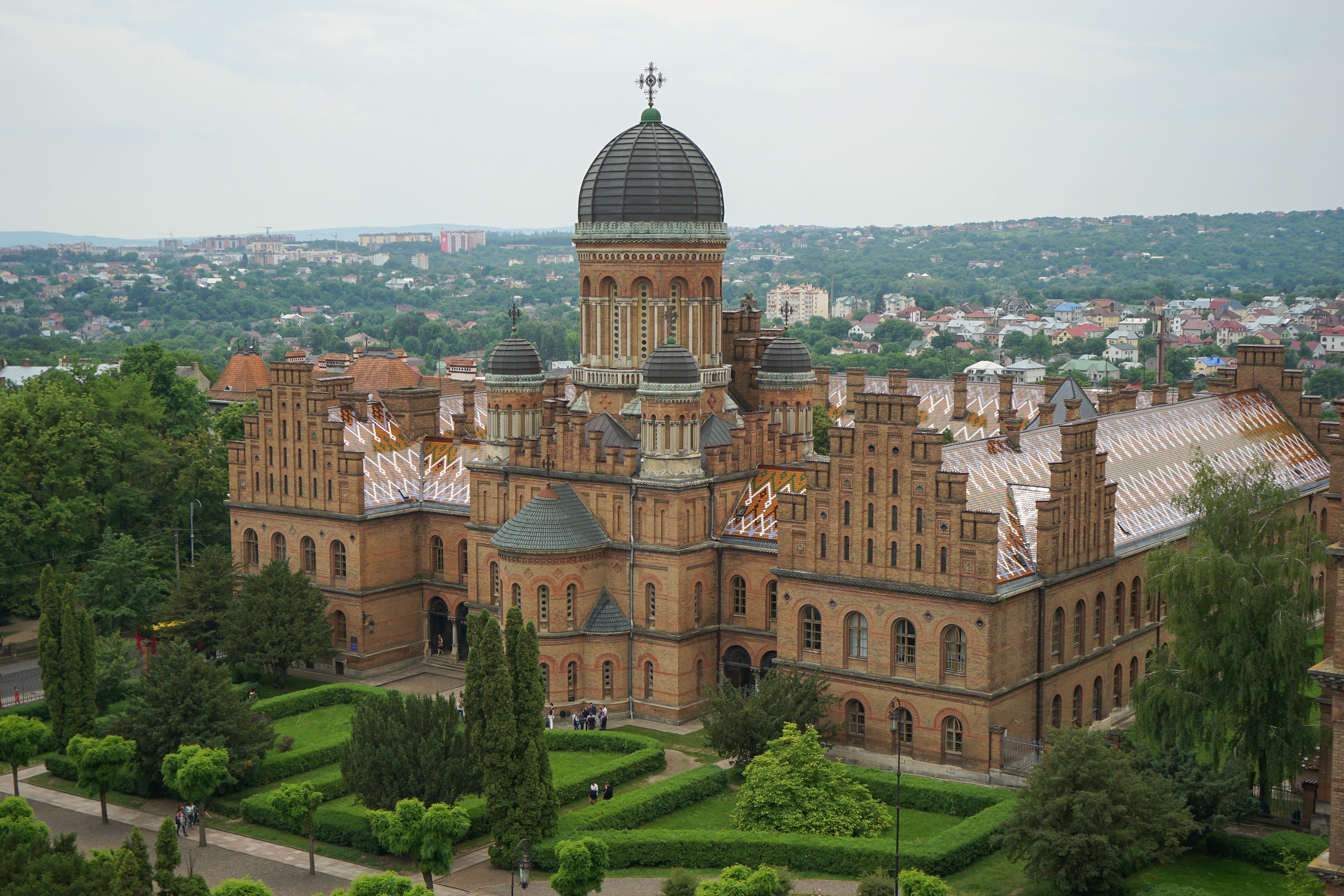
Universitatea din Cernăuți, unde Pușcariu a predat mai mulți ani

Sextil Pușcariu a urmat studiile gimnaziale și liceale la Brașov, la Școalele Centrale Române greco-ortodoxe, după care pleacă pentru studiile superioare universitare în Germania, la Leipzig (1895 -1899), apoi în Franța, la Paris (1899 - 1901) și în Austria, la Viena (1902 - 1904). Devine doctor în filosofie al Universității din Leipzig în 1899, conducătorul său de doctorat fiind Gustav Weigand, respectiv docent privat pentru filologia românească la Universitatea din Viena (1904-1906).
Devine profesor extraordinar începând din anul 1906, a fost titularul catedrei de limbă și literatură română timp de zece ani (începând cu anul 1908) și decanul Facultății de Filosofie de la Universitatea din Cernăuți în 1918.
Inițiază și conduce ziarul Glasul Bucovinei apărut la 22 octombrie 1918, cea mai activă și răspândită publicație românească din Bucovina.
Participă activ la unirea Bucovinei cu România. În primăvara lui 1919 i se oferă postul de ministru al Bucovinei la București, dar refuză, preferând să rămână un om de știință.
A fost numit comisar general al Consiliului Dirigent privind transformarea Universității Franz Joseph din Cluj în Universitatea Regele Ferdinand I.
Devine primul rector român al Universității din Cluj și pune temelia Muzeului Limbii Române (1919), primul institut românesc de lingvistică. Raportul Rectorului Sextil Pușcariu din anul 1920 cu privire la activitatea Universității din Cluj de la înființarea ei relevă faptul că organizarea sa sub administrația românească a fost dificilă. După instituționalizarea universității în administrația românească din data de 12 mai 1919, Sextil Pușcariu argumentează intențiile Consiliului Dirigent cu privire la naționalizarea forului academic drept o continuitate culturală raliată la noile realități politico-administrative. Ceea ce Sextil Pușcariu subliniază se referă la opțiunea radicală pe care Consiliul Dirigent, sub acțiunile lui Onisifor Ghibu, a făcut-o cu privire la naționalizarea forului academic transilvănean. Problematica pe care aceste o deschide se referă la comparația cu Universitatea din Strasbourg și republica intelectuală dată de tipologia humboldiană atașată universităților românești.
A fost numit membru în delegația României la Liga Națiunilor de la Geneva (1922-1925).
Devine reprezentantul României la Institutul Internațional de Cooperație Intelectuală de pe lângă Societatea Națiunilor (1922) și membru în Comitetul Internațional de Lingvistică începând cu anul 1936.
Din 1926 a fost profesor de filologie română la Universitatea din Cluj. A condus revistele Glasul Bucovinei din Cernăuți (1918) și Cultura din Cluj (1924).

## Sextil Pușcariu și Mișcarea Legionară
După crearea Legiunii Arhanghelului Mihail, Sextil Pușcariu își manifestă simpatia față de mișcarea extremistă, ca mulți alți intelectualii ai epocii, și chiar acceptă să devină membru al senatului legionar. În discursul lui Sextil Pușcariu, la deschiderea Universității Transilvane la Sibiu, al cărei rector fusese numit, apare următorul pasaj semnificativ:
Cu dragostea, care e principiul de bază al Mișcării Legionare, apropiați-vă de dascălii voștri... V-o spune vouă unul care, atunci când a trecut prin Cluj sicriul lui Moța și Marin, n-a considerat ca atâția alții din generația sa că sacrificiul lor a fost un gest inutil de fanatism, ci a crezut în „Învierea prin moarte”. De aceea a spus câteva cuvinte de bun rămas, în numele Universității, celui ce ca președinte al societății „Petru Maior”, a fost un apostol al studențimii clujene. Când spiritul de sacrificiu legionar și altruismul totalitar al lui Ionel Moța îi vor însufleți deopotrivă pe profesorii și studenții acestei Universități, atunci ... putem avea încredințarea deplină că suntem folositori acestei țări, Regelui, care veghează cu iubire asupra ei, înțeleptului Conducător al Statului și vrednicului conducător al Mișcării Legionare.
După 23 august 1944 încep atacurile la adresa lui Pușcariu. Ziarul comunist "România liberă" publică rubrica "Figuri de trădători", vizând profesori universitari și alți intelectuali, în care apare și următorul material:
„Figuri de TRĂDĂTORI: SEXTIL PUȘCARIU
Are circumstanțe atenuante: de mic copil a fost nemțit.
Născut la Bran, pe vechea frontieră, el a înclinat totuși în direcția opusă nouă. Studiile secundare și le-a făcut la Viena, și până astăzi știe nemțește mai bine decât românește.
S’a specializat totuși în istoria limbii române. Deși obtuz la minte, a reușit să devină profesor universitar.
Odată cu înflorirea cămășilor verzi, Sextil Pușcariu, om de peste 60 de ani, se declară legionar, colaborează la „Buna Vestire” și devine membru al senatului legionar. A rămas de pomină telegrama lui către părintele Moța, căruia îi scria că-l invidiază fiindcă i-a murit băiatul pe frontul fascist spaniol.
A fost astfel unul dintre inspiratorii ororilor și masacrelor legionare. Ca plată, amicul lui, Gamillscheg, îl numește director la Institutului român din Berlin, fiind plătit însă de guvernul român. Evenimentele din Ianuarie 1941 îl surprind la Berlin.
După zdrobire rebeliunii, el transformă Institutul din Berlin într’un centru oficial de propagandă legionară, în legătură directă cu Horia Sima.
Studenții nelegionari erau pur și simplu expulzați:
– Cine nu e înscris în legiune nu are ce căuta la Universitar(!), le spunea de la obraz Pușcariu.
Un timp el a fost salariat oficial al guvernului nazist, care îl întrebuința ca un mijloc de presiune asupra lui Antonescu.
Astăzi Pușcariu se plimbă liber pe stradă și nimeni nu-l deranjează. Ce așteaptă guvernul ca să-l aresteze?
T. D.”
Sextil Pușcariu a refuzat să emigreze, deși familia regală îl invitase să facă parte din suita care urma să primească aprobarea de a părăsi țara împreună cu Regele Mihai și cu Regina Elena, în ianuarie 1948. Anchetat în mai multe rânduri de autoritățile comuniste pentru apartenența la Garda de Fier, Sextil Pușcariu moare la vârsta de 71 de ani, la 5 mai 1948, la Bran, fiind înmormântat la Brașov în data de 7 mai 1948.
În timpul regimului comunist scrierile lui Sextil Pușcariu au fost în mare parte puse la index, câteva lucrări făcând totuși excepție. Fișele de la Dicționarul Tezaur al Limbii Române, reprezentând munca sa de o viață, au fost revizuite ideologic chiar de un elev al său, Dimitrie Macrea, care va deveni ulterior un important lingvist al epocii comuniste.

## Opere selective
- Etymologisches Wörterbuch der rumänischen Sprache. I. Lateinisches Element mit Berücksichtigung aller romanischen Sprachen, Heidelberg, 1905.
- Studii istroromâne, vol. I-III , București, 1906-1929.
- Zur Rekonstruktion des Urrumänischen, Halle, 1910.
- Dicționarul limbii române (literele A-C, F-L, până la cuvântul lojniță), București, 1913-1948 (coordonare).
- Istoria literaturii române. Epoca veche, Sibiu, 1921, ed. a II-a, 1930, ed. a III-a, 1936; reeditată în 1987.
- Limba română, vol. I, Privire generală, București, 1940; reeditată în 1976; vol. II, Rostirea, 1959; reeditată în 1994.
- Călare pe două veacuri, București, 1968.
- Cercetări și studii, București, 1974.
- Brașovul de altădată, Cluj, 1977.
- Memorii, București, 1978.
- Spița unui neam din Ardeal, Cluj, 1998.

## Afilieri
- Membru corespondent al Academiei Române din 1905 și, începând cu anul 1914, membru titular

## Premii
- Premiul „I. Heliade Rădulescu” al Academiei Române (1905)
- În calitatea sa de președinte al Institutului român din Berlin, denotând un mare angajament în promovarea culturii române în Germania și prin aceasta și a României, lui Sextil Pușcariu i s-a acordat de către statul german, prin Adolf Hitler, ordinul “Acvilei germane”.[11]

## Aprecieri
- Institutul de Lingvistică și Istorie Literară din Cluj-Napoca îi poartă numele: Institutul de Lingvistică și Istorie Literară „Sextil Pușcariu”.
- Un bust din bronz este amplasat la Bran.
- Liceul din Bran îi poartă numele: Liceul Tehnologic „Sextil Pușcariu”.
- În localitățile Bran, Cluj-Napoca, Oradea, Timișoara există câte o stradă care îi poartă numele: strada Sextil Pușcariu.